# .berlin

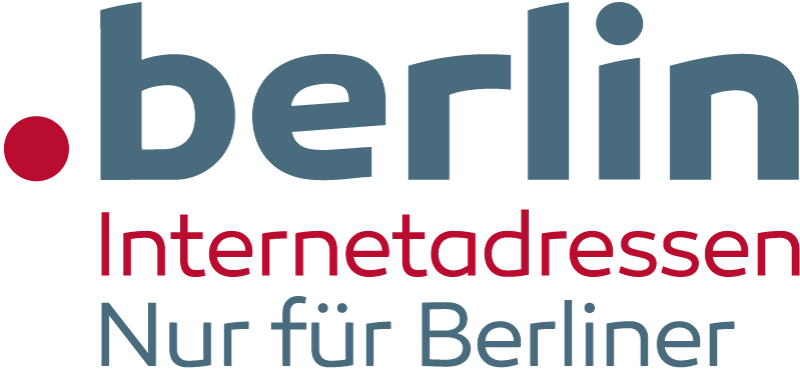

پسوند .berlin یک دامنه سطح‌بالای پیشنهاد شده در سامانه نام دامنه اینترنت برای برلینی‌ها می‌باشد.